# Corazón que miente
Corazón que miente est une telenovela mexicaine diffusée entre le 8 février et le 14 mai 2016 sur Canal de las Estrellas.

## Synopsis
Mariela Salvatierra est devenue orpheline à l'âge de 12 ans après la perte de son grand-père, Manuel, dont la mort est selon elle causée par Démian Ferrer. Mariela quitte la ville en compagnie de Leonardo Del Río, un homme qui croit que Démian est aussi responsable de la mort de Lucía, l'épouse de Démian. Quinze ans plus tard, ils reviennent, tous les deux, pour venger ces morts mais se heurtent à de grands obstacles : en effet, Démian Ferrer est un homme puissant, sans scrupules et perfide qui, non seulement prend plaisir aux malheurs des autres, mais aussi néglige le bien-être de sa famille. Mariela tome amoureuse du fils aîné Démian, Alonso, son camarade d'enfance. Mariela et Alonso ont à affronter tout ce qui compromet leur relation afin de vivre leur histoire d'amour.

## Distribution
- Thelma Madrigal : Marielita  Salvatierra Moran[2]
- Diego Olivera : Don Leonardo Del Río[3]
- Pablo Lyle : Alonso Del Río  Castellanos[4]
- Vanesa Restrepo : Denise Shapiro[5]
- Alejandro Tommasi : Don Demian Ferrer[6]
- Federico Ayos : Santiago Ferrer Castellanos[7]
- Alexis Ayala : Padre Daniel Ferrer [8]
- Mayrín Villanueva : Lucia Castellanos del Rio[9]
- Helena Rojo : Sara Sáenz vda. de Castellanos[10]
- María Sorté : Carmen Oceguera[11]
- Alejandro Ávila : Don Rogelio Medina Sanchez
- Eric del Castillo : Don Manuel Salvatierra[12]
- Lourdes Reyes : Rafaela Del Moral Saenz de Ferrer[13]
- Fátima Torre : Leticia Valdiva González, dite Lety[14]
- Dulce Maria : Renata Juaregui Ferrer[15]
- Gerardo Murguía : Eduardo Moliner Arredondo
- Jorge Ortín : Don Noé Valdivia Pérez
- Jessica Segura : Cirila Reyes Medina
- Ricardo Margaleff : Cristian Mena Souza
- Alejandra Procuna : Elena Solís Saldívar
- Jessica Mas : Karla Bustos de Moliner
- Jessica Decote : Florencia Moliner Bustos
- David Palacio : Julio Solís Saldívar
- Emmanuel Palomares : Lisandro Moliner Bustos
- Arturo Muñoz : Cefiro
- Benjamín Islas : Mario Preciado
- Alejandra Jurado : Amalia González de Valdivia
- Iliana de la Garza : Eva
- Lorena Álvarez : Tía Martha
- Mónica Zorti : Marcia
- Ricardo Crespo : Fabricio
- Ricardo Guerra : Zanabria
- Ricardo Vera : Preciado
- Rubén Cerda : Antonio Miranda
- Vicente Torres : Ponciano
- Nikolas Caballero : Alonso Ferrer Castellanos (enfant)
- Valentina Hazouri : Mariela Salvatierra Morán (enfant)
- Santiago Torres : Santiago Ferrer Castellanos (enfant)
- Montserrat García : Leticia Valdivia González, dite Lety (enfant)

## Diffusion
- Canal de las Estrellas (2016)

## Autres versions
- Laberintos de pasión (Televisa, 1999-2000)

### Sources
- (en) Cet article est partiellement ou en totalité issu de l’article de Wikipédia en anglais intitulé « Corazón que miente » (voir la liste des auteurs).